# Маріїнський Рейд
Марії́нський Рейд (рос. Мариинский Рейд) — селище у складі Ульчського району Хабаровського краю, Росія. Входить до складу Маріїнського сільського поселення.

## Населення
Населення — 608 осіб (2010; 936 у 2002).
Національний склад (станом на 2002 рік):
- росіяни — 92 %